# ایمی-جویس هستینگز
ایمی-جویس هستینگز (انگلیسی: Amy-Joyce Hastings؛ زادهٔ ۲۴ سپتامبر ۱۹۸۰) بازیگر اهل جمهوری ایرلند است.
وی در سینما، تلویزیون و تئاتر فعالیت داشته‌است. اولین نقش هستینگز در سال ۱۹۹۰ در فیلم Fools of Fortune بود. او همچنین در فصل ۱ سریال تودورها در کنار هنری کویل حضور داشته‌است. او در تعدادی فیلم مستقل مانند مرگ‌های کوچک (که برای اولین بار در جشنواره فیلم۴ فرایت و جشنواره اس‌اکس‌اس‌دبلیو در ایالات متحده اکران شد) ظاهر شد و در نقش اصلی کیت لافلین در کمدی رمانتیک ملکه برگشتی که در فوریه ۲۰۱۴ در سینما ژان کوکتو جورج آر. آر مارتین در ایالات متحده شرکت کرد و پس از اکران در سینمای داخلی در سال ۲۰۱۶ نامزد دو جایزه آی‌اف‌تی‌ای شد. او در فیلم مکان مقدس اثر لن کالین ایزلت را بازی کرد که در وبگاه راتن تومیتوز از منتقدان امتیاز ۱۰۰٪ کسب کرد و به عنوان بهترین فیلم بلند ایرلندی سال ۲۰۱۷ توسط حلقه منتقدان فیلم دوبلین معرفی شد. او سپس در دریای سبز، با بازی کاترین ایزابل و کارگردانی راندال پلانکت دیده خواهد شد. او همچنین در تعدادی از فیلم‌های کوتاه برنده جایزه بازی کرده‌است و جایزه سینمای زیرزمینی ۲۰۱۷ را برای بهترین بازیگر نقش مکمل زن برای ایفای نقش اونا در درام LGBT نامزد IFTA دریافت کرد.

## دوران کودکی و اوایل کار
امی جویس هستینگز در ایرلند پا به جهان گشود. او فرزند رابرت و کاتریونا هستینگز است. او که خیلی زود به بازیگری علاقه نشان داد، در کلاس‌های درام در مدرسه بازیگری شادی ثبت نام کرد که در اواخر دهه ۱۹۸۰ در دوبلین افتتاح شد. در اینجا او توسط دبی مک‌ویلیامز، مدیر بازیگران فیلم‌های باند شناسایی شد و در نهایت برای نقش جرالدین کوینتون در فیلم احمقان ثروت در کنار جولی کریستی، ایان گلن و مری الیزابت ماسترانتونیو انتخاب شد.
چند سال بعد، پس از دو دور پایانی انتخاب بازیگر در استودیو پاین‌وود لندن، او در نقش مری لنوکس در «باغ مخفی» برادران وارنر، به کارگردانی آگنیشکا هولاند، به سختی شکست خورد.
با ادامه کلاس‌های رقص و بازیگری در سال‌های جوانی، او در تولیدات مختلف ظاهر شد و به‌طور منظم در برنامه‌های تلویزیونی مورد علاقه جوانان ظاهر شد، و همچنین فیلم‌های کودکان را برای نمایش رادیویی پت کنی بررسی کرد.
در سال ۱۹۹۸ او برای نقش اصلی در یک فیلم - اقتباس شده از رمان دیگری از ویلیام تروور - سفر فلیسیا به کارگردانی اتوم اگویان در فهرست نهایی قرار گرفت. با این حال او تصمیم گرفت به مدت سه سال در مرکز ساموئل بکت در ترینیتی کالج دوبلین - اولین و تنها دوره مدرک بازیگری ایرلند - آموزش ببیند. او در سال ۲۰۰۱ با درجه ممتاز فارغ‌التحصیل شد و یک حرفه بازیگری تمام وقت را آغاز کرد.

## حرفه تئاتر
هاستینگز در بریتانیا و ایرلند دارای آثار هنری بسیاری است. از جمله نقش‌های کارول در Oleanna توسط دیوید مامت، استل ریگو در No Exit توسط ژان پل سارتر، کتی کالهون در اولین تولید اروپایی آب گل پرتقال توسط کریگ رایت و جهان اولین نمایش The Night Garden که توسط استودیوی رویال تئاتر ملی ساخته شد و اولین بار در تئاتر Northcott در اکستر اجرا شد.
آثار شکسپیر او شامل نقش ریگان در شاه لیر و اخیراً میراندا در طوفان در ژوئیه ۲۰۱۳ است. هاستینگز در ماه‌های مارس و آوریل ۲۰۱۲ نقش مهماندار واقعی تایتانیک، ویولت جسوپ را در اولین نمایش جهانی اولین نمایشنامه کامل در مورد تایتانیک؛ کوه یخ - درست جلوتر! در تئاتر گیت هاوس لندن برای بزرگداشت صدمین سالگرد اولین سفر تایتانیک.